# Leirvíkar kommuna

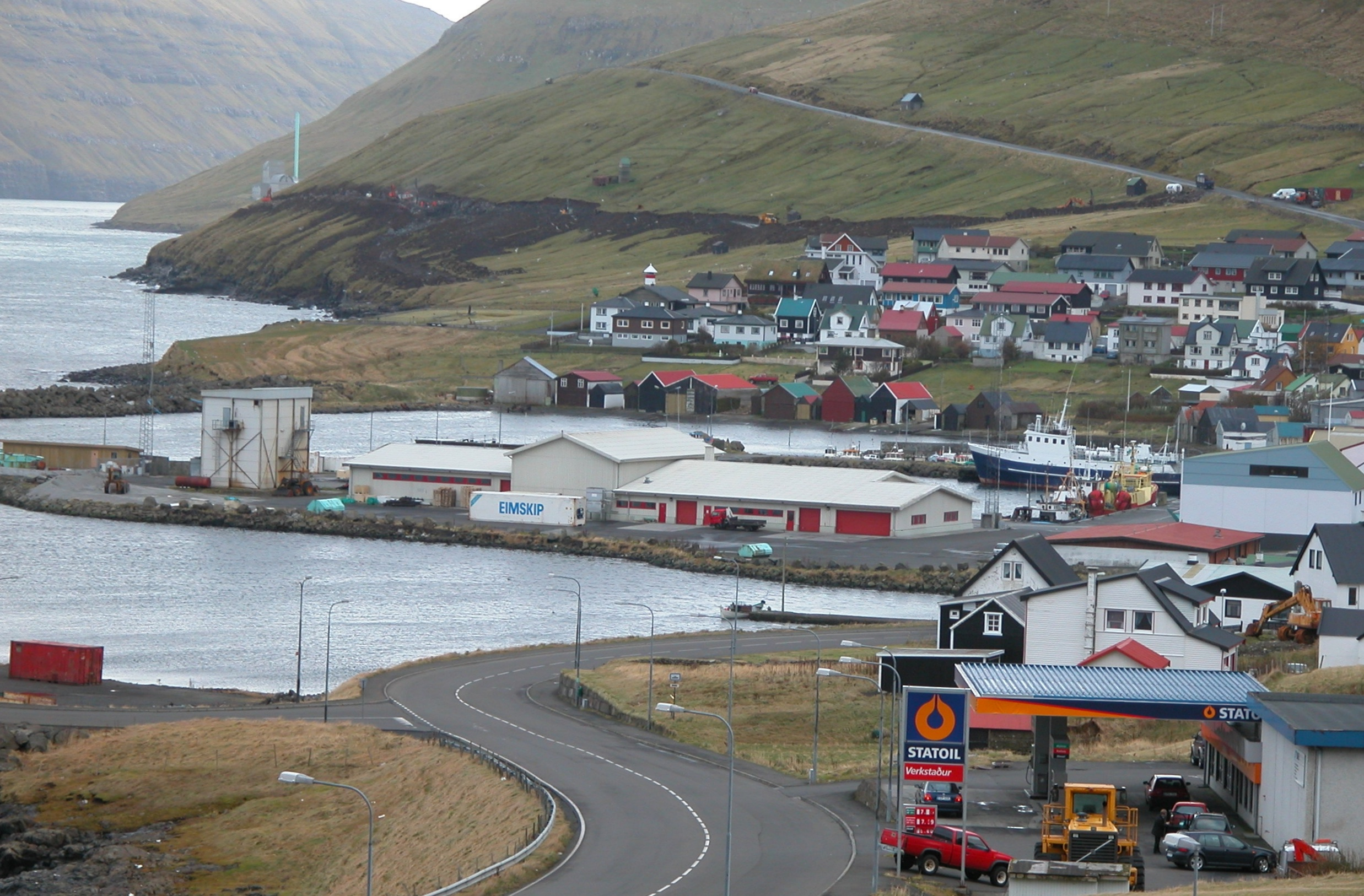
Stolica gminy, miasto Leirvík

Leirvíkar kommuna – jedna z gmin archipelagu Wysp Owczych, znajdująca się w regionie Eysturoy, na wyspie o tej samej nazwie. Jest siódmą pod względem populacji gminą w swym regionie i ostatnią pod względem powierzchni.  Kommuna nie zyskała nic na przeprowadzonej na przełomie lat 2004 i 2005 redukcji gmin, w ramach polityki wewnętrznej farerskiego parlamentu. Z 48 gmin zniknęło z mapy aż 14, wcielając się do okolicznych. Sąsiadami Leirvíkar kommuny jest gmina Gøta.
Cała ludność obszaru skupia się w miasteczku Leirvík. Wedle badań archeologicznych pierwsi osadnicy, wikingowie przybyli tam już w IX wieku, jednak już w 1349 wszyscy mieli zginąć z powodu szalejącej Czarnej śmierci, później jednak osadę ponownie zasiedlono.